# Psectrocladius pilosus
Psectrocladius pilosus är en tvåvingeart som beskrevs av Roback 1957. Psectrocladius pilosus ingår i släktet Psectrocladius och familjen fjädermyggor. Inga underarter finns listade i Catalogue of Life.